# Henri Harpignies

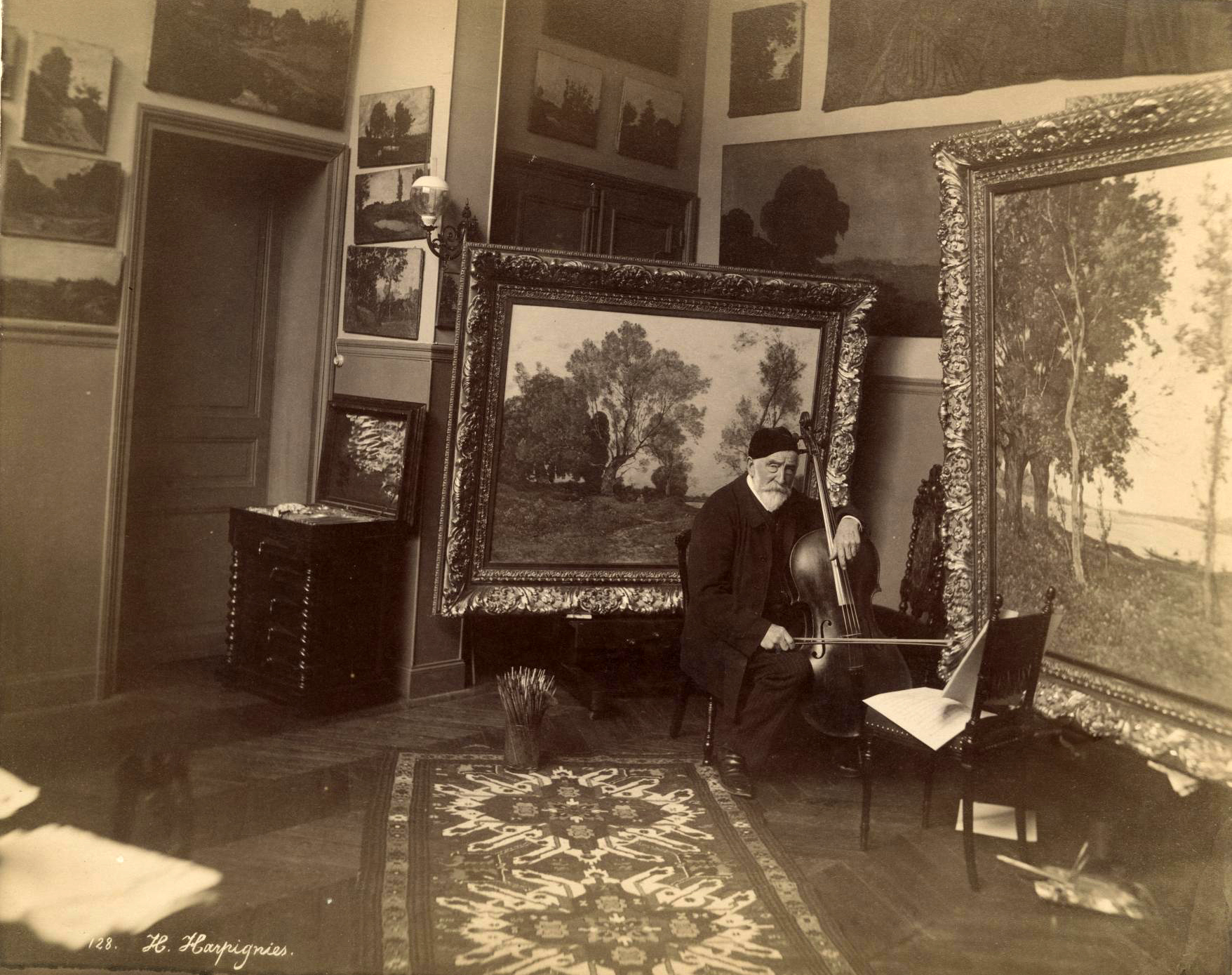
Henri Harpignies al seu taller

Henri Harpignies (Valenciennes, 28 de juny de 1819 - Saint-Privé, 28 agost de 1916) va ser un pintor, paisatgista, aquarel·lista i gravador francès de l'Escola de Barbizon.

## Biografia
Els seus pares volien que es dediqués a la carrera comercial, però la seva determinació i desig a convertir-se en artista l'avalaren per poder formar part del taller de Jean Achard a París en 1846. Després de dos anys de formació, se'n va anar a viatjar per Itàlia.
De retorn a França el 1850, Henri Harpignies es dedicà a la pintura de nens en paisatges i es reuní de nou amb Corot i l'Escola de Barbizon, que tingueren gran influència en la seva pintura. Units per l'amistat, tots dos artistes viatjaren plegats a Itàlia el 1860.
Al seu retorn el 1861, Harpignies obtingué el seu primer èxit al Saló de París amb l'obra Lisière de bois sur les bords de l'Allier. Després d'aquest any va ser un expositor regular al Saló. El 1886 va rebre la seva primera medalla per l'obra Le Soir dans la campagne de Rome, que posteriorment va ser adquirida per la Galeria de Luxemburg.
Bona part de la seva obra va ser pintada a Hérisson a la regió francesa de Bourbonnais i també en les regions de Nivernais i l'Alvèrnia. Entre les seves obres, en destaquen les següents:
- Soir sur les bords de la Loire (1861)
- Les Corbeaux (1865)
- Le Saut-du-Loup (1873)
- La Loire (1882)
- Vue de Saint-Privé (1883)

Henri Harpignies també va realitzar treballs d'art decoratiu per a l'Òpera de París, com el panell Vallée d'Egérie que va estar exposat al Saló de 1870.
Va tenir molts alumnes al seu càrrec, entre els quals destaquen Émile Appay (1876-1935), Jeanne Rongier, Jane Li Soudier (1885-1976), Louis-Alexandre Cabié, Pierre Vignal, Raymond Verdun, i Émile Dardoize (1826-1901).

## Galeria

Obres d'Henri Harpignies
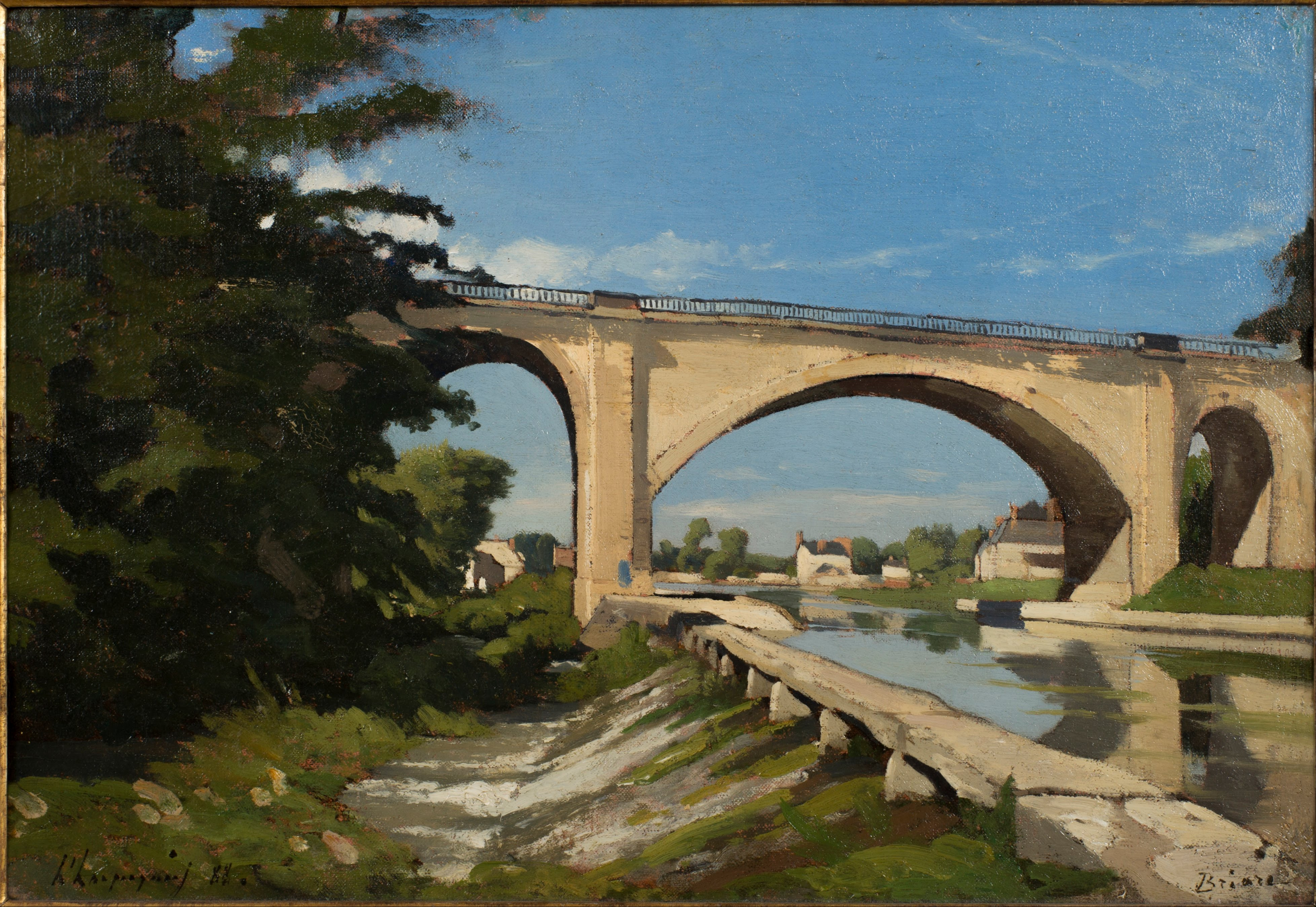
Pont ferroviaire sur la Briare, 1888, Oklahoma, Tulsa, Philbrook Museum of Art.
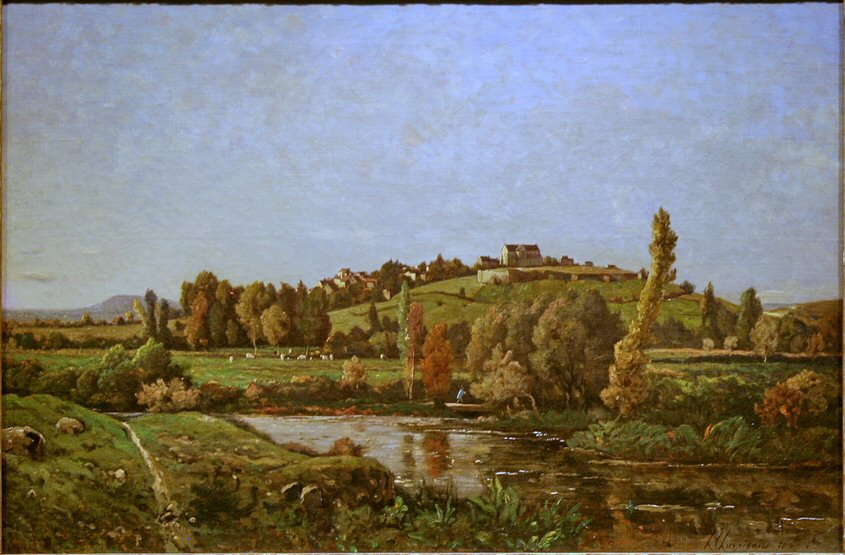
Paysage en Auvergne, 1898, pintura a l'oli, Washington, National Gallery of Art.
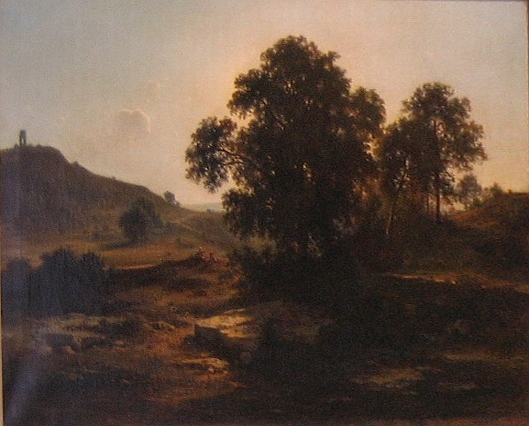
Paysage, 1891, pintura a l'oli, Palais des beaux-arts de Lille.
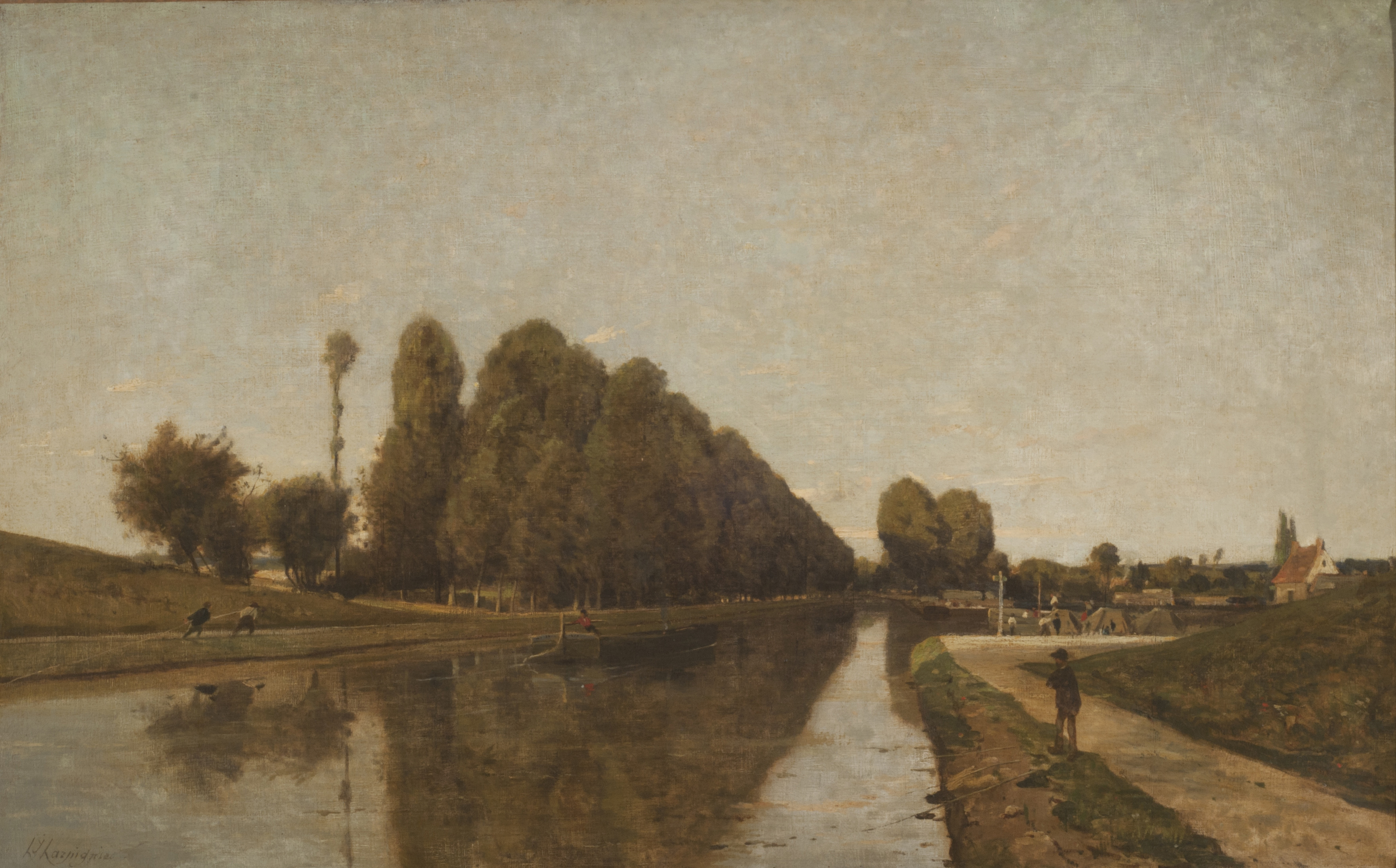
El Canal de Briare, pintura a l'oli.